# Charles Neville, 6:e earl av Westmorland
Charles Neville, 6:e earl av Westmorland, född 1543, död 1601, var en katolsk adelsman som deltog i ett uppror mot Elisabet I.

## Biografi
Charles Neville hade genom äktenskap band till den mäktiga släkten Howard. Han och Simon Digby av Bedale anslöt sig till upproret som kommit att kallas Northern Rebellion 1569 och som leddes av Thomas Percy, 7:e earl av Northumberland mot drottning Elisabet I av England. Rebellerna erövrade Durham och höll där en katolsk mässa. Drottningens trupper kväste upproret som misslyckades i sitt försök att frita den fängslade Maria Stuart. Charles Neville flydde och levde i exil på kontinenten.